# Nicolas Bonfons
Nicolas Bonfons est un libraire-imprimeur parisien qui a exercé de 1572 à 1610. Il est le fils aîné de Jean Bonfons et de Catherine, fille de Pierre Sergent. Il obtint le titre de juré à l'université de Paris.

## Biographie
Son père, Jean Bonfons, imprimeur et libraire depuis 1543, épouse Catherine, la fille de Pierre Sergent et devient son successeur en 1547. Il restera en activité jusqu'en 1566. À sa mort, c'est sa veuve Catherine qui reprend l'activité jusqu'en 1572. Nicolas Bonfons, commence à exercer rue Saint-Jacques à l'enseigne de « la Charité ». À la mort de sa mère, Catherine, il reprend l'enseigne familiale Sainct Nicolas, située rue Neufve Nostre Dame à Paris (cette rue située face à Notre-Dame a disparu en 1865 et elle est désormais englobée dans le parvis de la cathédrale, son emplacement historique est marqué par des gros pavés de couleur claire). Nicolas Bonfons sera actif jusqu'en 1610. Il est marguillier de la paroisse de Sainte-Geneviève-des-Ardents.
Il épouse la fille du libraire-imprimeur Gilles Corrozet, dont il réimprime l'ouvrage Les Antiquitez et Singularitez de Paris entre 1586 et 1588, en y apportant quelques modifications.
En 1571, il épouse en secondes noces, Catherine Ruelle, la fille du défunt Jehan Ruelle, également libraire-imprimeur. Son frère Pierre Bonfons continuera son activité.

## La marque de Nicolas Bonfons
La marque de Nicolas Bonfons était constitué des « quatre Vertus, la Foy, l'Esperance, la Charité & la Force, avec un cœur dans le milieu, pour faire allusion à son nom, en signifiant qu'un cœur soûtenu de ces quatre vertus à un bon fond, avec ce Passage de David, Proba me Deus & Scito cor meum, ». Il signe souvent par N. B. Parisien.

## Quelques ouvrages imprimés par Nicolas Bonfons

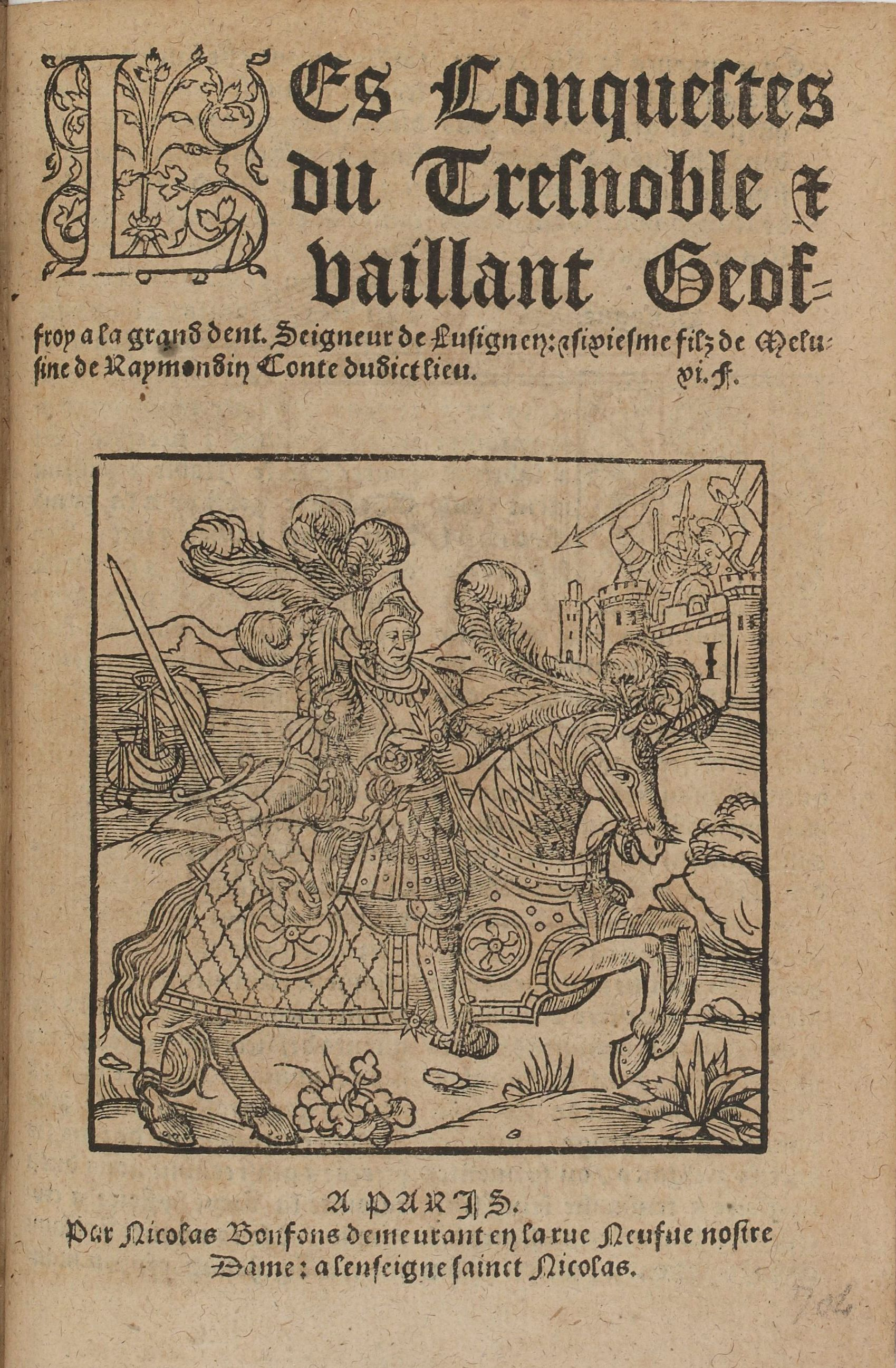
Les conquestes du tres noble et vaillant Geoffroy a la grand dent, roman de chevalerie narrant les aventures d'un fils de Mélusine, imprimé par Nicolas Bonfons

- Description du Jour & du Jugement dernier, 1575, auteur : Alexandre van der Bussche
- Recueil des Dames illustres en vertu, 1575, auteur : Alexandre van der Bussche
- Les Antiquitez, Croniques et Singularitez de la grande & excellente cité de Paris, ville capitalle & chef du royaume de France (1577), auteur : Gilles Corrozet, édition augmentée par Nicolas Bonfons
- Cesar. Tragedie 1578, Jacques Grévin
- Abrégé de cent histoires tragiques, 1581, auteur : Alexandre van der Bussche
- Histoire du noble Tristan, prince de Leonnois, chevalier de la table ronde, et d'Yseulte, princesse d'Yrlande, Royne de Cornoüaille (1586), par Jean Maugin dit l'Angevin
- L'Histoire des deux nobles et vaillants chevaliers Valentin & Orson, Enfans de l'Empereur de Grece é neveux du tres-chrestien & redouté Roy de France Pepin, imprimé par Nicolas et Pierre Bonfons
- Histoire de la fleur des batailles Doolin de Mayence, contenant les merveilleuses prouesses faictes sur le Roy Dannement, & sur le Roy de Saxonne, pour lors infidelles & Turcs, par Charlemaigne, Doolin, & Guerin de Mont-glaive
- Histoire du preux et vaillant chevalier Meurvin fils d'Oger le Danois, lequel par sa prouesse conquist Hierusalem, Babilone, & plusieurs autres royaumes sur les infidelles
- L'Histoire du Noble & tres-vaillant Roy Alexandre le grand, iadis Roy & Seigneur de tout le monde : & des grandes proësses qu'il à faictes en son temps, comme vous pourrez voir cy apres., titre conventionnel : Le Roman d'Alexandre), 1584
- L'Histoire d'Olivier de Castille et d'Artus d'Algarbe preux et vaillans chevaliers, Avec les proüesses de Henry fils d'iceluy Olivier, & de Helaine fille du Roy d'Angleterre, 1587, de Philippe Camus
- Les faitz et gestes des nobles conquestes de Geoffroy à la grand dent seigneur de Lusignen et sixiesme filz de Melusine et de Raymondin. Avec une adventure qui advint a un roy Darmenie, non daté[4]
- L'Histoire du vaillant & preux chevalier Galien Rethore / filz du conte Olivier de Vienne / Per de France. Contenant plusieurs nobles Victoires / tant en Espaigne quen Grece. Comme pourrez veoir cy apres.
- La Conqueste du grant roy Charlemaigne des Espaignes, auteur : Jehan Bagnyon, titre conventionnel : Roman de Fierabras le Géant
- Artus de Bretaigne
- Le Dodechedron, auteur : Jean de Meung